# Edoardo Caneschi
Edoardo Caneschi (Arezzo, 26 gennaio 1997) è un pallavolista italiano, centrale della Powervolley Milano.

## Carriera

### Club
La carriera di Edoardo Caneschi inizia nella stagione 2012-13 quando esordisce in Serie B2 con il Club Italia: resta legato alla squadra della federazione per cinque annate militando in Serie B1 nella stagione 2013-14, nuovamente in Serie B2 in quella 2014-15 e poi in Serie A2 dalla stagione 2015-16.
Per il campionato 2017-18 viene ingaggiato dall'Argos di Sora, in Superlega: dopo un triennio col club laziale, nella stagione 2020-21 firma con la NBV, mentre nell'annata successiva è alla You Energy, sempre nella massima divisione italiana, con cui vince una Coppa Italia. Dopo un triennio con gli emiliani, nella stagione 2024-25 passa alla Powervolley Milano, ancora in Superlega.

### Nazionale
Fa parte della nazionale italiana Under-20 nel periodo compreso tra il 2014 e il 2016, di quella Under-19, con cui vince la medaglia d'argento al campionato europeo e il bronzo al XIII Festival olimpico della gioventù europea, e Under-21 nel 2015.
Nel 2023 ottiene le prime convocazioni nella nazionale maggiore, aggiudicandosi, lo stesso anno, la medaglia d'oro ai XXXI Giochi mondiali universitari estivi.

## Palmarès

### Club
- Coppa Italia: 1

2022-23

### Nazionale (competizioni minori)
- Campionato europeo under 19 2015
- Festival olimpico della gioventù europea 2015
- Giochi mondiali universitari estivi 2023